# Gran Premio motociclistico di Gran Bretagna
Il Gran Premio motociclistico di Gran Bretagna è una delle gare che compongono il motomondiale.

## Storia

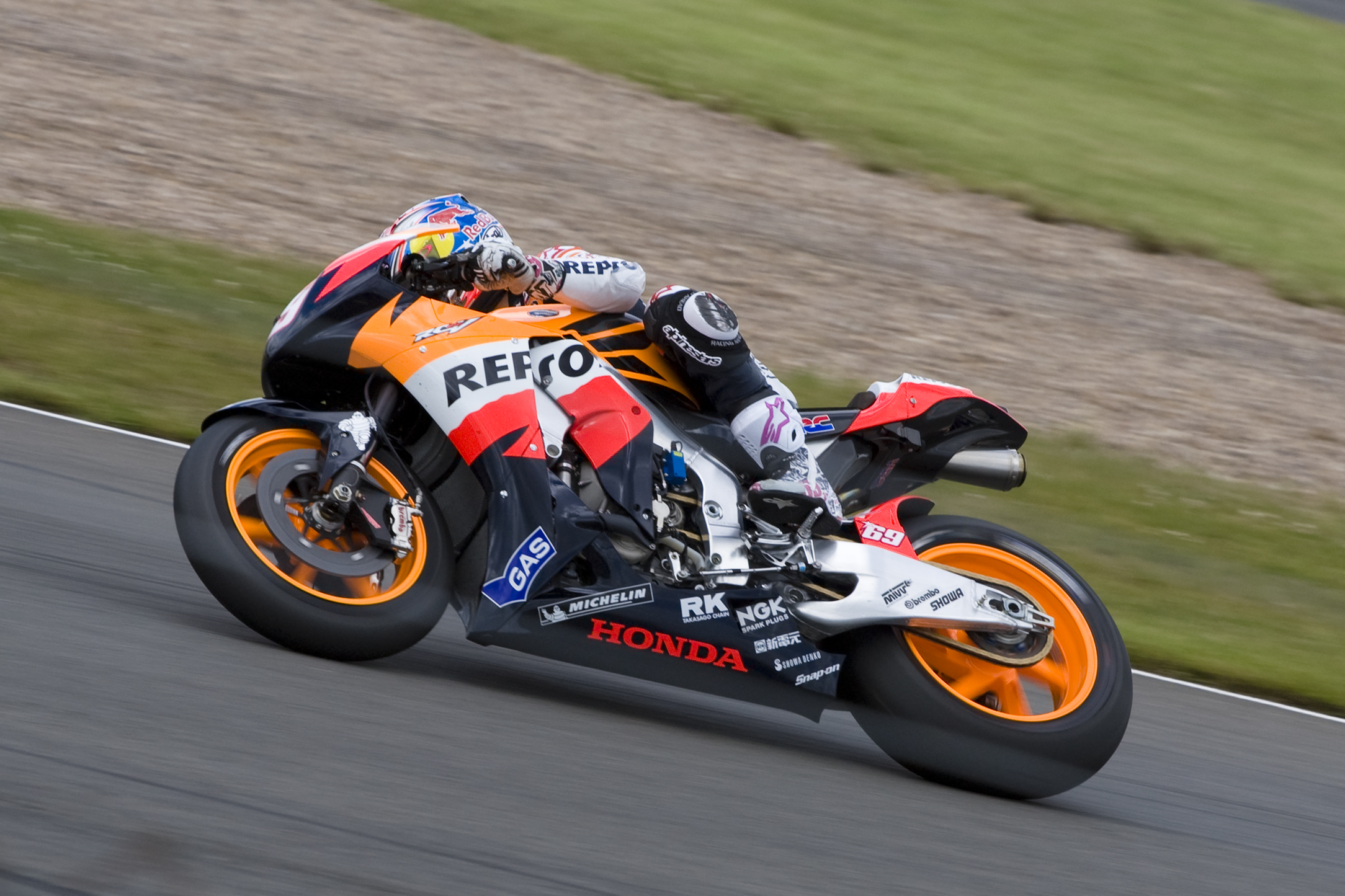
Nicky Hayden al Gran Premio di Gran Bretagna del 2008

Nato con questa denominazione nel 1974, dal 1977 è valido quale tappa del mondiale disputata in Gran Bretagna, in sostituzione del Tourist Trophy disputato con validità iridata dal 1949 (in cui fu la gara inaugurale della storia del mondiale) al 1976.
Sino alla stagione 1986 si è corso sul circuito di Silverstone; dal 1987 questo gran premio viene disputato sul circuito di Donington Park, per poi tornare a Silverstone nel 2010. L'edizione del 2018 è stata annullata a causa del maltempo, mentre quella del 2020 è stata del tutto cancellata a causa della pandemia di COVID-19.

## Albo d'oro
| Anno | Circuito    | classe 50                 | classe 125                      | classe 250                 | classe 350                     | classe 500               | classe sidecar                                                   | Resoconto |
| ---- | ----------- | ------------------------- | ------------------------------- | -------------------------- | ------------------------------ | ------------------------ | ---------------------------------------------------------------- | --------- |
| 1977 | Silverstone |                           | Pierluigi Conforti (Morbidelli) | Kork Ballington (Yamaha)   | Kork Ballington (Yamaha)       | Pat Hennen (Suzuki)      | Schwärzel-Huber (ARO-Fath)                                       | Resoconto |
| 1978 | Silverstone |                           | Ángel Nieto (Minarelli)         | Anton Mang (Kawasaki)      | Kork Ballington (Kawasaki)     | Kenny Roberts (Yamaha)   | Michel-Collins (Seymaz-Yamaha)                                   | Resoconto |
| 1979 | Silverstone |                           | Ángel Nieto (Minarelli)         | Kork Ballington (Kawasaki) | Kork Ballington (Kawasaki)     | Kenny Roberts (Yamaha)   | Biland-Waltisperg (Schmid-Yamaha) Michel-Collins (Seymaz-Yamaha) | Resoconto |
| 1980 | Silverstone |                           | Loris Reggiani (Minarelli)      | Kork Ballington (Kawasaki) | Anton Mang (Kawasaki)          | Randy Mamola (Suzuki)    | Jones-Ayres (Yamaha)                                             | Resoconto |
| 1981 | Silverstone |                           | Ángel Nieto (Minarelli)         | Anton Mang (Kawasaki)      | Anton Mang (Kawasaki)          | Jack Middelburg (Suzuki) | Biland-Waltisperg (LCR-Yamaha)                                   | Resoconto |
| 1982 | Silverstone |                           | Ángel Nieto (Garelli)           | Martin Wimmer (Yamaha)     | Jean-François Baldé (Kawasaki) | Franco Uncini (Suzuki)   | Streuer-Schnieders (LCR-Yamaha)                                  | Resoconto |
| 1983 | Silverstone |                           | Ángel Nieto (Garelli)           | Jacques Bolle (Pernod)     |                                | Kenny Roberts (Yamaha)   | Streuer-Schnieders (LCR-Yamaha)                                  | Resoconto |
| Anno | Circuito    | classe 80                 | classe 125                      | classe 250                 | -                              | classe 500               | classe sidecar                                                   | Resoconto |
| 1984 | Silverstone |                           | Ángel Nieto (Garelli)           | Christian Sarron (Yamaha)  |                                | Randy Mamola (Honda)     | Streuer-Schnieders (LCR-Yamaha)                                  | Resoconto |
| 1985 | Silverstone |                           | August Auinger (MBA)            | Anton Mang (Honda)         |                                | Freddie Spencer (Honda)  | [ 3 ]                                                            | Resoconto |
| 1986 | Silverstone | Ian McConnachie (Krauser) | August Auinger (MBA)            | Dominique Sarron (Honda)   |                                | Wayne Gardner (Honda)    | Streuer-Schnieders (LCR-Yamaha)                                  | Resoconto |
| 1987 | Donington   | Jorge Martínez (Derbi)    | Fausto Gresini (Garelli)        | Anton Mang (Honda)         |                                | Eddie Lawson (Yamaha)    | Webster-Hewitt (LCR-Krauser)                                     | Resoconto |

| Anno | Circuito  | classe 125                 | classe 250                     | classe 500              | classe sidecar                    | Thunderbike Trophy | Resoconto |
| ---- | --------- | -------------------------- | ------------------------------ | ----------------------- | --------------------------------- | ------------------ | --------- |
| 1988 | Donington | Ezio Gianola (Honda)       | Luca Cadalora (Yamaha)         | Wayne Rainey (Yamaha)   | Webster-Hewitt (LCR-Krauser)      |                    | Resoconto |
| 1989 | Donington | Hans Spaan (Honda)         | Sito Pons (Honda)              | Kevin Schwantz (Suzuki) | Webster-Hewitt (LCR-Krauser)      |                    | Resoconto |
| 1990 | Donington | Loris Capirossi (Honda)    | Luca Cadalora (Yamaha)         | Kevin Schwantz (Suzuki) | Streuer-de Haas (LCR-Yamaha)      |                    | Resoconto |
| 1991 | Donington | Loris Capirossi (Honda)    | Luca Cadalora (Honda)          | Kevin Schwantz (Suzuki) | Biland-Waltisperg (LCR-Honda)     |                    | Resoconto |
| 1992 | Donington | Fausto Gresini (Honda)     | Pierfrancesco Chili (Aprilia)  | Wayne Gardner (Honda)   | Biland-Waltisperg (LCR-Krauser)   |                    | Resoconto |
| 1993 | Donington | Dirk Raudies (Honda)       | Jean-Philippe Ruggia (Aprilia) | Luca Cadalora (Yamaha)  | Biland-Waltisperg (LCR-Krauser)   |                    | Resoconto |
| 1994 | Donington | Takeshi Tsujimura (Honda)  | Loris Capirossi (Honda)        | Kevin Schwantz (Suzuki) | Biland-Waltisperg (LCR-Swissauto) |                    | Resoconto |
| 1995 | Donington | Kazuto Sakata (Aprilia)    | Max Biaggi (Aprilia)           | Michael Doohan (Honda)  | Biland-Waltisperg (LCR-BRM)       | Jeffry de Vries    | Resoconto |
| 1996 | Donington | Stefano Perugini (Aprilia) | Max Biaggi (Aprilia)           | Michael Doohan (Honda)  | Dixon-Hetherington (Windle-ADM)   | William Costes     | Resoconto |

| Anno | Circuito      | classe 125                   | classe 250                | classe 500                 | Resoconto     |
| ---- | ------------- | ---------------------------- | ------------------------- | -------------------------- | ------------- |
| 1997 | Donington     | Valentino Rossi (Aprilia)    | Ralf Waldmann (Honda)     | Michael Doohan (Honda)     | Resoconto     |
| 1998 | Donington     | Kazuto Sakata (Aprilia)      | Loris Capirossi (Aprilia) | Simon Crafar (Yamaha)      | Resoconto     |
| 1999 | Donington     | Masao Azuma (Honda)          | Valentino Rossi (Aprilia) | Àlex Crivillé (Honda)      | Resoconto     |
| 2000 | Donington     | Yōichi Ui (Derbi)            | Ralf Waldmann (Aprilia)   | Valentino Rossi (Honda)    | Resoconto     |
| 2001 | Donington     | Yōichi Ui (Derbi)            | Daijirō Katō (Honda)      | Valentino Rossi (Honda)    | Resoconto     |
| Anno | Circuito      | classe 125                   | classe 250                | MotoGP                     | Resoconto     |
| 2002 | Donington     | Arnaud Vincent (Aprilia)     | Marco Melandri (Aprilia)  | Valentino Rossi (Honda)    | Resoconto     |
| 2003 | Donington     | Héctor Barberá (Aprilia)     | Fonsi Nieto (Aprilia)     | Max Biaggi (Honda)         | Resoconto     |
| 2004 | Donington     | Andrea Dovizioso (Honda)     | Daniel Pedrosa (Honda)    | Valentino Rossi (Yamaha)   | Resoconto     |
| 2005 | Donington     | Julián Simón (KTM)           | Randy de Puniet (Aprilia) | Valentino Rossi (Yamaha)   | Resoconto     |
| 2006 | Donington     | Álvaro Bautista (Aprilia)    | Jorge Lorenzo (Aprilia)   | Daniel Pedrosa (Honda)     | Resoconto     |
| 2007 | Donington     | Mattia Pasini (Aprilia)      | Andrea Dovizioso (Honda)  | Casey Stoner (Ducati)      | Resoconto     |
| 2008 | Donington     | Scott Redding (Aprilia)      | Mika Kallio (KTM)         | Casey Stoner (Ducati)      | Resoconto     |
| 2009 | Donington     | Julián Simón (Aprilia)       | Hiroshi Aoyama (Honda)    | Andrea Dovizioso (Honda)   | Resoconto     |
| Anno | Circuito      | classe 125                   | Moto2                     | MotoGP                     | Resoconto     |
| 2010 | Silverstone   | Marc Márquez (Derbi)         | Jules Cluzel (Suter)      | Jorge Lorenzo (Yamaha)     | Resoconto     |
| 2011 | Silverstone   | Jonas Folger (Aprilia)       | Stefan Bradl (Kalex)      | Casey Stoner (Honda)       | Resoconto     |
| Anno | Circuito      | Moto3                        | Moto2                     | MotoGP                     | Resoconto     |
| 2012 | Silverstone   | Maverick Viñales (FTR Honda) | Pol Espargaró (Kalex)     | Jorge Lorenzo (Yamaha)     | Resoconto     |
| 2013 | Silverstone   | Luis Salom (KTM)             | Scott Redding (Kalex)     | Jorge Lorenzo (Yamaha)     | Resoconto     |
| 2014 | Silverstone   | Álex Rins (Honda)            | Esteve Rabat (Kalex)      | Marc Márquez (Honda)       | Resoconto     |
| 2015 | Silverstone   | Danny Kent (Honda)           | Johann Zarco (Kalex)      | Valentino Rossi (Yamaha)   | Resoconto     |
| 2016 | Silverstone   | Brad Binder (KTM)            | Thomas Lüthi (Kalex)      | Maverick Viñales (Suzuki)  | Resoconto     |
| 2017 | Silverstone   | Arón Canet (Honda)           | Takaaki Nakagami (Kalex)  | Andrea Dovizioso (Ducati)  | Resoconto     |
| 2018 | Silverstone   | gare annullate               | gare annullate            | gare annullate             | Resoconto     |
| 2019 | Silverstone   | Marcos Ramírez (Honda)       | Augusto Fernández (Kalex) | Álex Rins (Suzuki)         | Resoconto     |
| 2020 | Non disputato | Non disputato                | Non disputato             | Non disputato              | Non disputato |
| 2021 | Silverstone   | Romano Fenati (Husqvarna)    | Remy Gardner (Kalex)      | Fabio Quartararo (Yamaha)  | Resoconto     |
| 2022 | Silverstone   | Dennis Foggia (Honda)        | Augusto Fernández (Kalex) | Francesco Bagnaia (Ducati) | Resoconto     |

| Anno | Circuito    | Moto3                    | Moto2                        | MotoGP                   | MotoGP                    | MotoE                       | MotoE                   | Resoconto |
| Anno | Circuito    | Moto3                    | Moto2                        | Sprint                   | Gara                      | Gara 1                      | Gara 2                  | Resoconto |
| ---- | ----------- | ------------------------ | ---------------------------- | ------------------------ | ------------------------- | --------------------------- | ----------------------- | --------- |
| 2023 | Silverstone | David Alonso (GasGas)    | Fermín Aldeguer (Boscoscuro) | Álex Márquez (Ducati)    | Aleix Espargaró (Aprilia) | Randy Krummenacher (Ducati) | Mattia Casadei (Ducati) | Resoconto |
| 2024 | Silverstone | Iván Ortolá (KTM)        | Jake Dixon (Kalex)           | Enea Bastianini (Ducati) | Enea Bastianini (Ducati)  | -                           | -                       | Resoconto |
| 2025 | Silverstone | José Antonio Rueda (KTM) | Senna Agius (Kalex)          | Álex Márquez (Ducati)    | Marco Bezzecchi (Aprilia) | -                           | -                       | Resoconto |